# Messerschmitt Bf 108

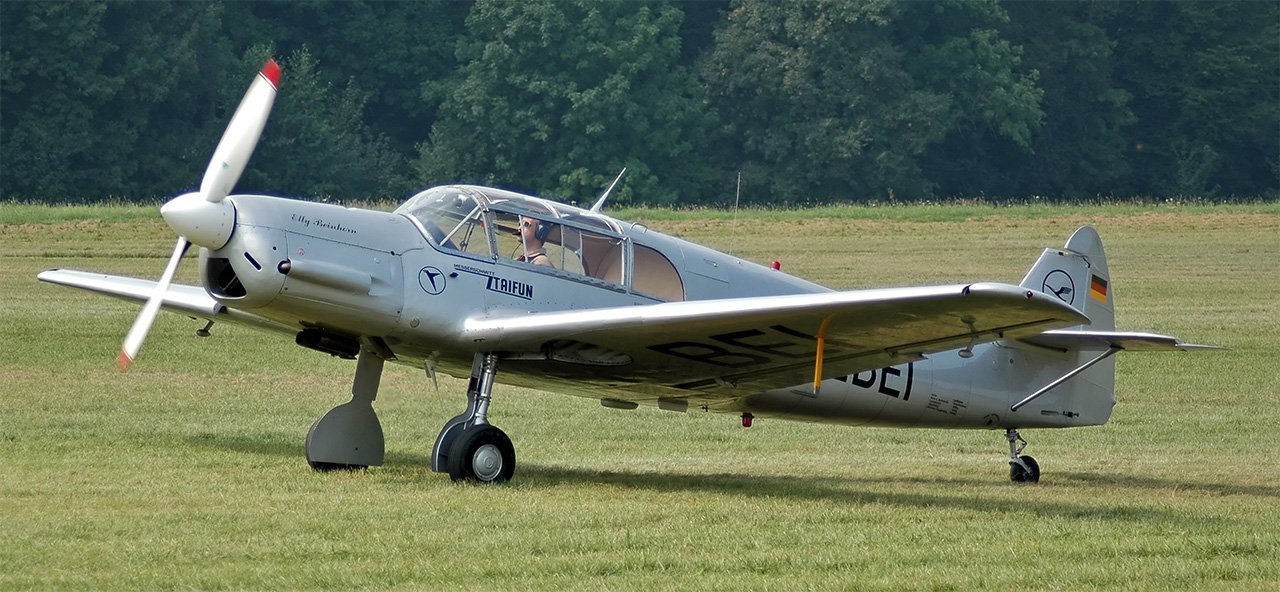
Il Me 108 quattro posti in Gran Bretagna, confiscato allo scoppio della seconda guerra mondiale, in servizio per la RAF, presso la quale era denominato Messerschmitt Aldon.

Il Messerschmitt Bf 108 Taifun, identificato inizialmente come BFW 37, era un monomotore da turismo sportivo ad ala bassa sviluppato dall'azienda tedesca Bayerische Flugzeugwerke AG (BFW) nei primi anni trenta e prodotto dalla stessa sia prima che dopo la sostituzione della propria ragione sociale in Messerschmitt AG.

## Storia del progetto
Tra gli anni venti e gli anni trenta, la capacità e le intuizioni di aziende e progettisti ebbero la possibilità di essere testate grazie alla partecipazione delle manifestazioni aeronautiche, le quali assunsero negli anni una connotazione sempre più sportiva. In occasione del quarto Challenge International de Tourisme organizzato dalla Fédération Aéronautique Internationale (FAI), la federazione che aveva assunto il compito di gestire l'aviazione sportiva internazionale, da disputarsi a Varsavia, Polonia, tra il 28 agosto ed il 16 settembre 1934.
Il Reichsluftfahrtministerium (RLM), che dopo l'avvento del nazismo aveva assunto l'intera gestione dell'aviazione tedesca, decise di emettere una specifica per la realizzazione di un nuovo velivolo adatto a rappresentare la Germania nazista nella competizione. Tra le caratteristiche richieste, oltre all'utilizzo delle tecnologie più avanzate allora disponibili, il modello doveva essere un monomotore a velatura monoplana.
Alla richiesta risposero tre aziende aeronautiche nazionali, la Bayerische Flugzeugwerke che stava cercando un'occasione per riproporsi sul mercato dopo un difficile periodo, la Gerhard-Fieseler-Werke e la Leightflugzeugbau Klemm che vantava una notevole esperienza nel settore, presentando rispettivamente il biposto BFW 37, il quadriposto Fieseler Fi 97 ed il biposto Klemm Kl 36.
Concettualmente moderno per il periodo, il Bf 108 era un velivolo di costruzione interamente metallica che introdusse numerose peculiarità tecnologiche riversate nel caccia Bf 109, tra i più famosi velivoli in dotazione alla Luftwaffe durante la seconda guerra mondiale.
Il Bf 108 prestò servizio nella Luftwaffe, principalmente nei ruoli di aereo da trasporto e collegamento.
La versione A da due posti volò per la prima volta nel 1934, e la versione B a quattro posti volò l'anno seguente. La versione B usava il motore raffreddato ad aria Argus As 10 a "V" invertita.
Alcuni esemplari confiscati vennero usati anche dalla RAF come velivoli da comunicazione, ed erano i più veloci in servizio; spesso veniva scambiato erroneamente per un Bf 109S.
Il nomignolo "Taifun" o "Typhoon" gli venne dato dall'aviatrice tedesca Elly Beinhorn, la seconda donna a viaggiare sola intorno al mondo.
Un unico Bf 108B venne acquistato dalla U.S. Military Attaché for Air nella primavera del 1939 per $14 378 e denominato XC-44. Ritornò in possesso del governo nazista nel dicembre del 1941.
La produzione del Bf 108 venne trasferita nella Francia occupata durante la seconda guerra mondiale.

## Utilizzatori

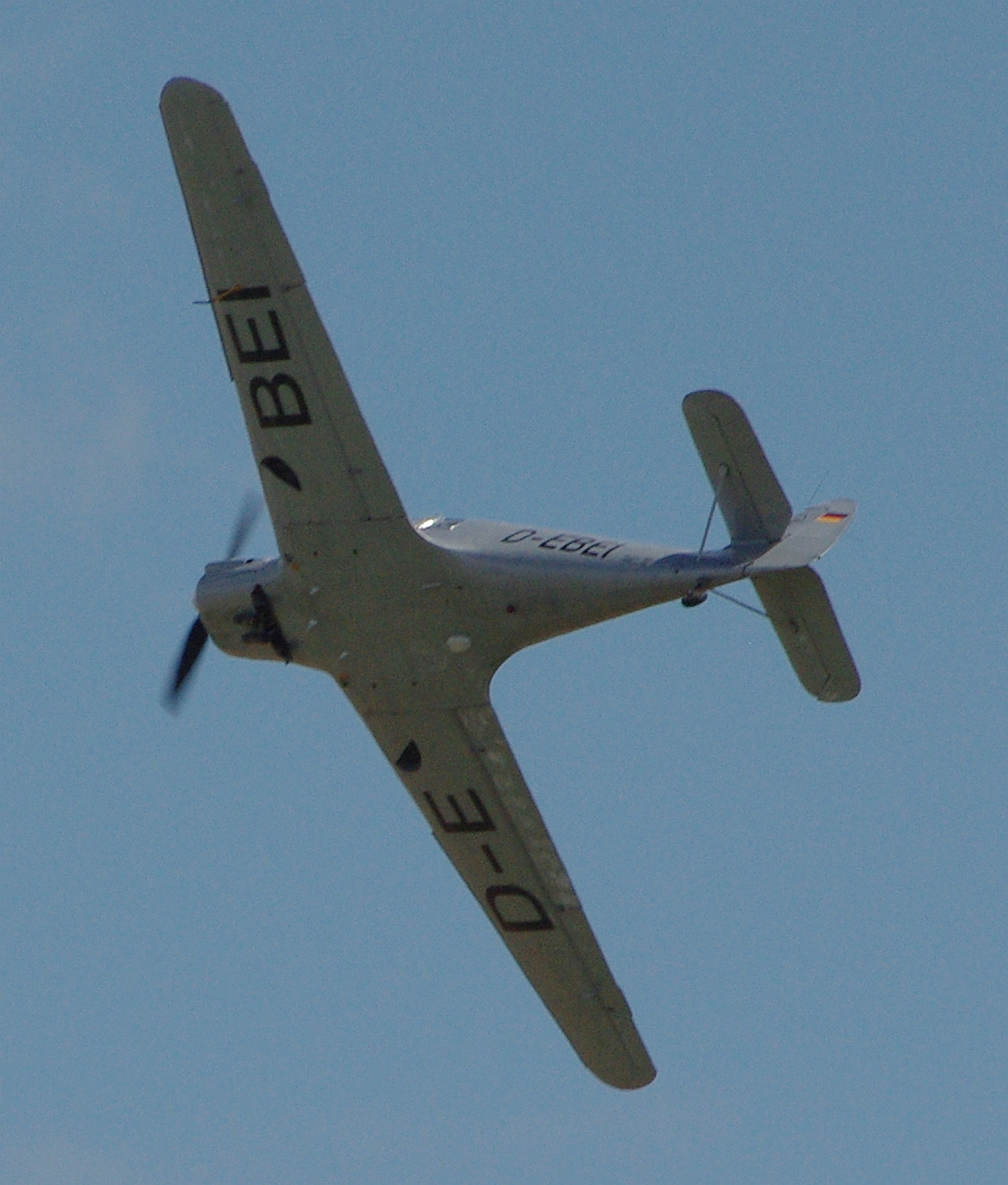
Il Bf 108 B-1 marche D-EBEI di proprietà Lufthansa alla manifestazione aerea Duxford 2009.

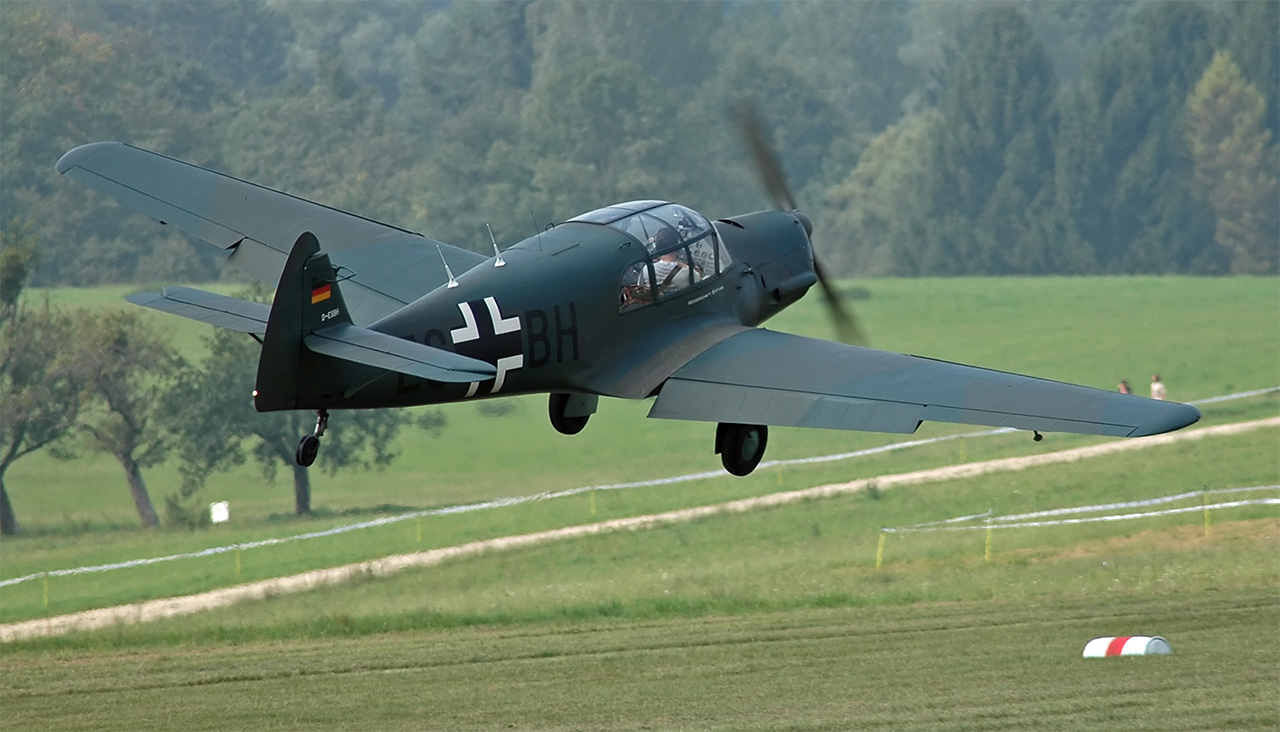
Bf 108 B Taifun, Messerschmitt-Stiftung

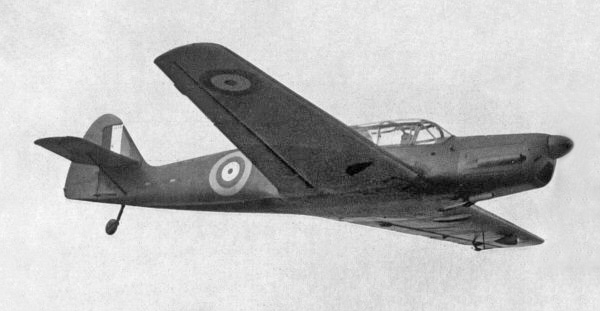
Un Me 108 in servizio nella britannica RAF ridesignato Aldon.

### Militari
Bulgaria
- Vazhdushnite na Negovo Velichestvo Voiski

 Cecoslovacchia
- Češkoslovenske Letectvo

operò nel dopoguerra con esemplari ridesignati K-70.
 Francia
- Armée de l'air

operò con alcuni Bf 108 catturati e con i Nord 1000 Pingouin, variante costruita localmente nel dopoguerra.
 Germania
- Luftwaffe

 Giappone
- Dai-Nippon Teikoku Rikugun Kōkū Hombu

 Jugoslavia
- Jugoslovensko kraljevsko ratno vazduhoplovstvo i pomorska avijacija

 Norvegia
- Kongelige Norske Luftforsvaret

 Polonia
- Siły Powietrzne

operò con Bf 108 ex Luftwaffe catturati nel dopoguerra.
 Regno Unito
- Royal Air Force

agli iniziali quattro esemplari in servizio allo scoppio della seconda guerra mondiale, identificati come Messerschmitt Aldon, se ne aggiunsero altri 15 ex Luftwaffe nel dopoguerra.
 Stati Uniti
- U.S. Military Attaché for Air

negli Stati Uniti operò un singolo BF 108 B con la designazione XC-44, acquistato nell'estate 1939 e restituito alla Germania nel dicembre 1941.
 Unione Sovietica
- Sovetskie Voenno-vozdušnye sily

operò con Bf 108 ex Luftwaffe catturati nel dopoguerra.
 Svizzera
- Forze aeree svizzere

nel 1938 l'aviazione militare acquistò 15 esemplari  di Bf 108B che dovevano serire come addestratori all'utilizzo dei caccia Bf 109E allora in fase di acquisizione. Durante il corso della seconda guerra mondiale a questi esemplari se ne aggiunsero altri tre, un Bf 108 civile requisito ed altri due appartenenti alla Luftwaffe internati. Nel secondo dopoguerra gli aerei vennero utilizzati per il collegamento tra i reparti operativi fino al 1959, quando furono definitivamente ritirati dal servizio.
 Ungheria
- Magyar Királyi Honvéd Légierő

## Bibliografia

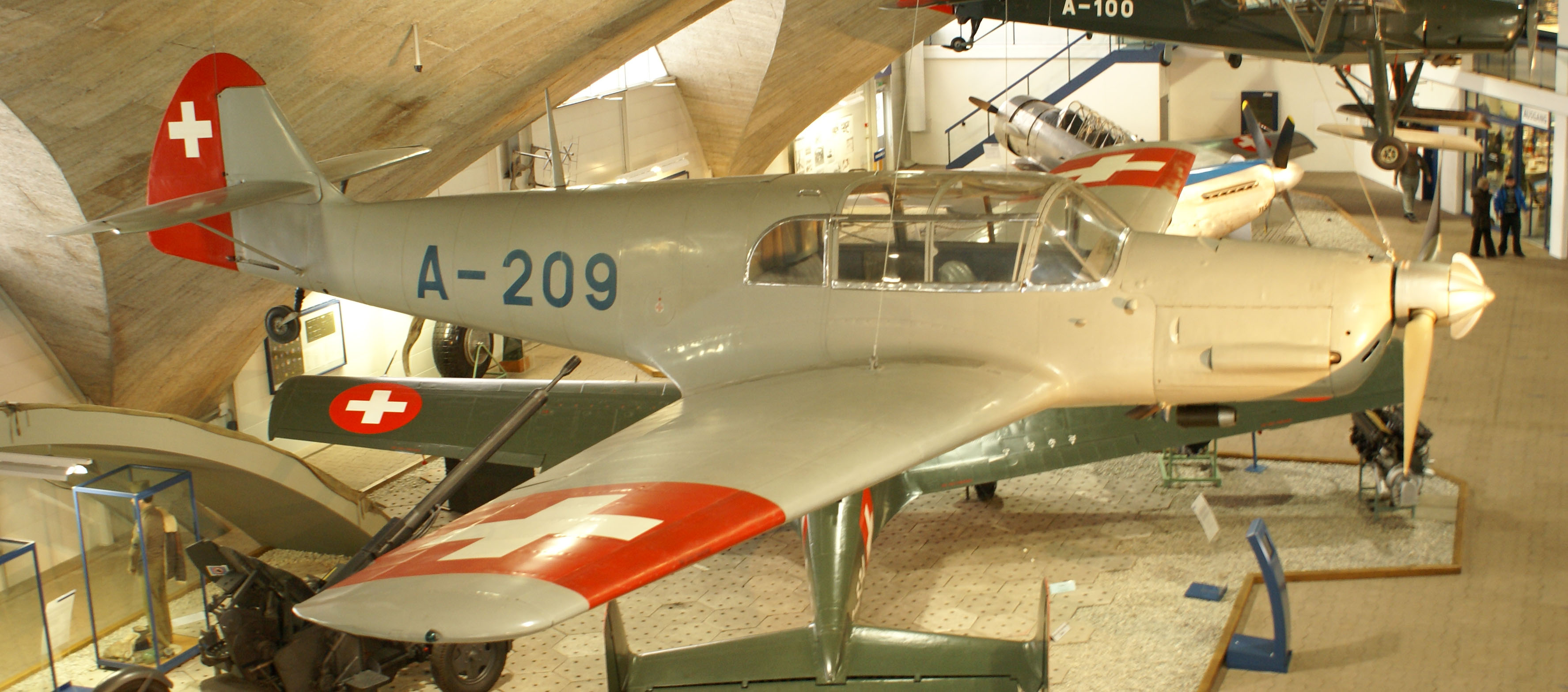
Il Bf 108 in livrea della Forze aeree svizzere in esposizione al Flieger Flab Museum di Dübendorf.

### Civili
Brasile
- Varig

 Manciukuò
- Manchukuo National Airways

### Periodici
- Luigino Calliaro, Messerchmitt Bf-108B Taifun, in VFR Aviation, n. 18, Grottaferrata, Aero Media Press TV, dicembre 2016,  pp. 60-65.